# Sardinia Radio Telescope
El Sardinia Radio Telescope (a menudo abreviado en SRT) es un radiotelescopio situado en la localidad Pranu 'e sànguni, en el territorio del municipio de San Basilio, en la provincia de Cerdeña del Sur en el momento de la inauguración, hoy en la provincia de Cerdeña del Sur.
El Sardinia Radio Telescope es el tercer instrumento de este tipo instalado en Italia, después de los de Medicina (BO) y de Noto (SR), además de ser el más avanzado tecnológicamente y el de mayores dimensiones.

## Realización y operatividad

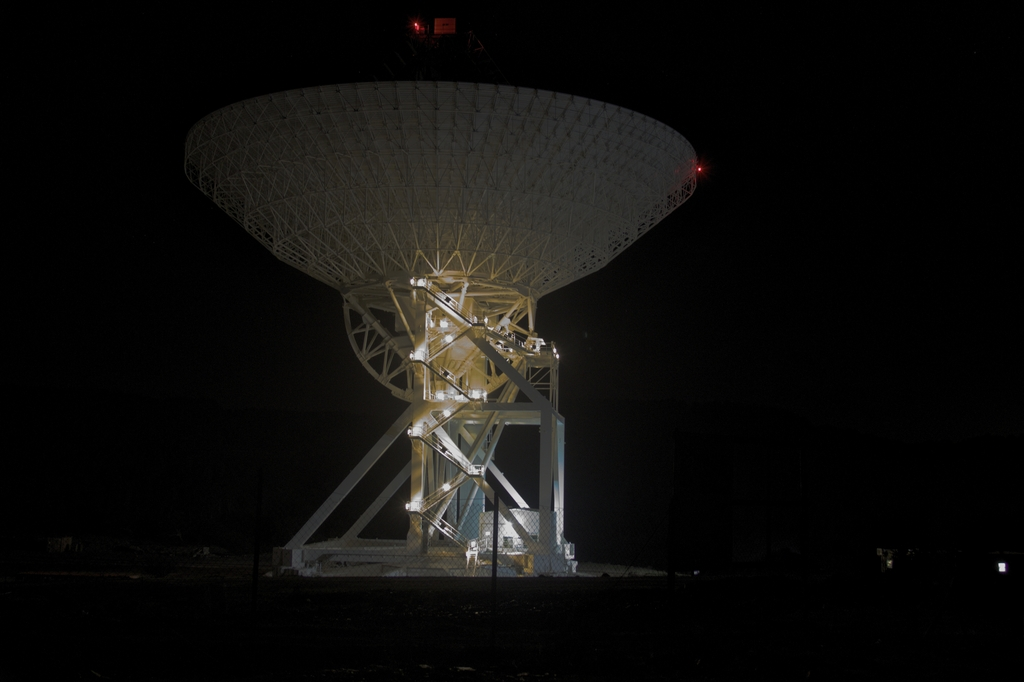
Sardinia Radio Telescope

El Sardinia Radio Telescope fue realizado y está gestionado por el INAF, Istituto Nazionale di Astrofisica (Instituto Nacional de Astrofísica), mediante el Instituto de radioastronomía de Bolonia, el Observatorio astronómico de Cagliari y el Observatorio Astrofísico de Arcetri.
La construcción se produjo con la contribución del Ministero dell’istruzione, dell’universitá e della ricerca de la Región Autónoma de Cerdeña y de la Agencia Espacial Italiana.
El montaje del instrumento empezó en otoño de 2006, tras la finalización del basamento de cimentación, y se concluyó en la primavera de 2011. El coste total fue de aproximadamente de 60 millones de euros. El ensayo mecánico del instrumento se completó a finales del mes de enero de 2012. La empresa constructora entregó la obra al INAF, que empezó los procedimientos de ensayo técnico.
El radiotelescopio vio la primera luz el 8 de agosto de 2012, cuando se apuntó en dirección de la radiofuente Hydra A, una radiogalaxia situada en la constelación de Hidra. A continuación se comenzó una fase de pruebas para la validación científica del instrumento. En mayo de 2013, durante esta fase, el equipo de investigación del SRT participó en el estudio de un magnetar, PSR J1745-2900, situado cerca del centro galáctico.
El radiotelescopio permitió la medida de una señal de gran calidad, confirmando de manera inequívoca la emisión radio del magnetar y dando testimonio de sus grandes potencialidades en el ámbito científico. Esta observación dio lugar a la primera publicación científica basada en datos recogidos por el SRT. Con este y otros resultados de relevancia internacional fue completada en 2015 la fase de validación científica, y desde principios de 2016 el instrumento está plenamente operativo.
La inauguración oficial tuvo lugar con una ceremonia pública el 30 de septiembre de 2013.

## Características técnicas

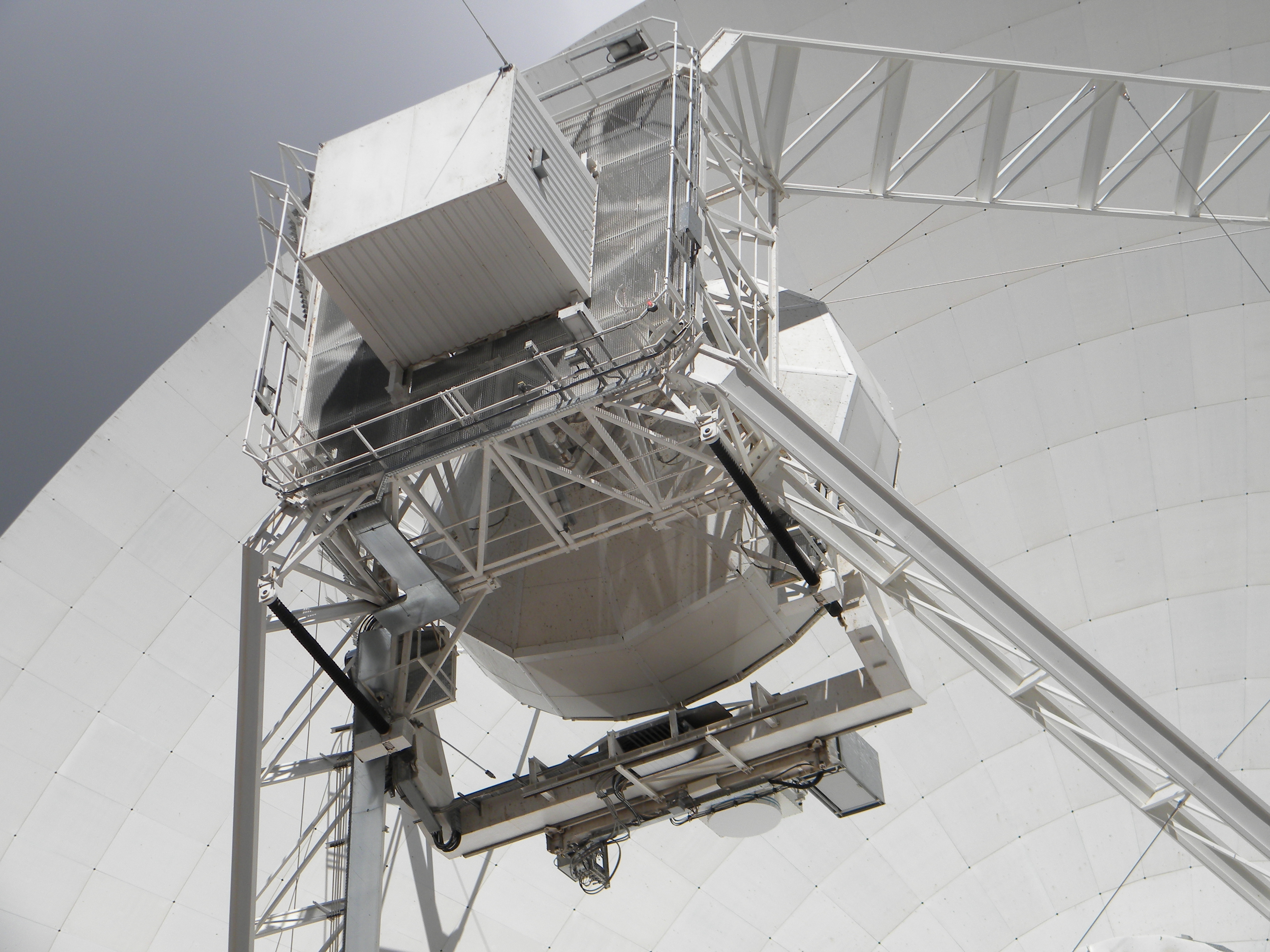
Espejo secundario del Sardinia Radio Telescope

El Sardinia Radio Telescope es un instrumento a la vanguardia desde el punto de vista tecnológico, por lo que respecta tanto el equipo electrónico como la producción de componentes mecánicos, en virtud de los cuales es capaz de movimientos de precisión del orden de 1/10000 de grado.
La alidada sobre la cual está montado el espejo primario es una estructura de acero con una altura aproximada de 35 metros, capaz de sostener eficazmente el espejo y sus mecanismos de movimiento y de garantizar la rotación gracias a 16 ruedas, que corren en un carril circular de 40 metros de diámetro situado por encima del basamento. El peso total sobre el carril es de 3.000 toneladas. Las velocidades máximas de rotación son de 0,85 grados/s en acimut y de 0,5 grados/s en elevación. El instrumento está dotado de un sistema de compensación de backlash (contragolpe).
El espejo primario del instrumento está constituido por 1.008 paneles de aluminio accionados por 1.116 actuadores y unidos para formar una superficie activa del diámetro total de 64 m. La superficie modifica su propia forma para compensar las deformaciones provocadas por el peso propio y las variaciones de presión y temperatura del aire; estas deformaciones no pueden superar las 3 décimas de mm.
Se miden utilizando tres diferentes metodologías: el relieve fotográfico, el análisis de las diferencias de una señal con respecto a cómo se recibe con otra antena de referencia, y por último, con el rumbo directo a través de una red de cientos de sensores presentes en los paneles.
El espejo secundario está constituido por 49 paneles de aluminio, y tiene un diámetro de 7,9 m. Dispone de seis actuadores que lo mantienen en posición correcta al variar la posición de todo el instrumento, o si es necesario, modifican su orientación. La correcta alineación del espejo secundario se verifica a través de un sistema de control láser. El radiotelescopio se orienta hacia el punto deseado a través de doce motores, cuatro de los cuales realizan el movimiento en elevación y ocho el movimiento en acimut.
El instrumento tiene la posibilidad de trabajar en seis diferentes posiciones focales, para cada una de las cuales se prevé el cambio de los receptores con un mecanismo automático. Gracias a estas características, el Sardinia Radio Telescope es capaz de recibir señales con frecuencias comprendidas entre 0,3 y 100 GHz.
La sincronización de la instrumentación electrónica del SRT se realiza con el uso de los relojes atómicos del laboratorio de tiempo y frecuencia del Observatorio astronómico de Cagliari. Con los mismos relojes se obtiene también la referencia de tiempo y frecuencia necesaria para el funcionamiento de los receptores.
Otros servicios de soporte necesarios para la actividad del SRT se llevan a cabo a través del Observatorio astronómico de Cagliari: la monitorización de las interferencias de onda de radio causadas por otras actividades (como las emisiones televisivas y la telefonía móvil), la monitorización de las condiciones locales de la atmósfera (con particular referencia a la presencia y a la variabilidad del vapor de agua) y, por último, el proyecto y la realización de los receptores de microondas y de otras instrumentaciones electrónicas instaladas en el radiotelescopio.
El software de control del SRT, denominado NURAGHE, ha sido desarrollado por el personal INAF a partir del SCA (en inglés ACS, Advanced Control System), software análogo desarrollado por el Observatorio Europeo Austral (ESO, en inglés) para el proyecto ALMA.
El clúster de cálculo al servicio del SRT se incluye en el sistema operativo distribuido denominado Cybersar.

## Actividad y modalidad de uso

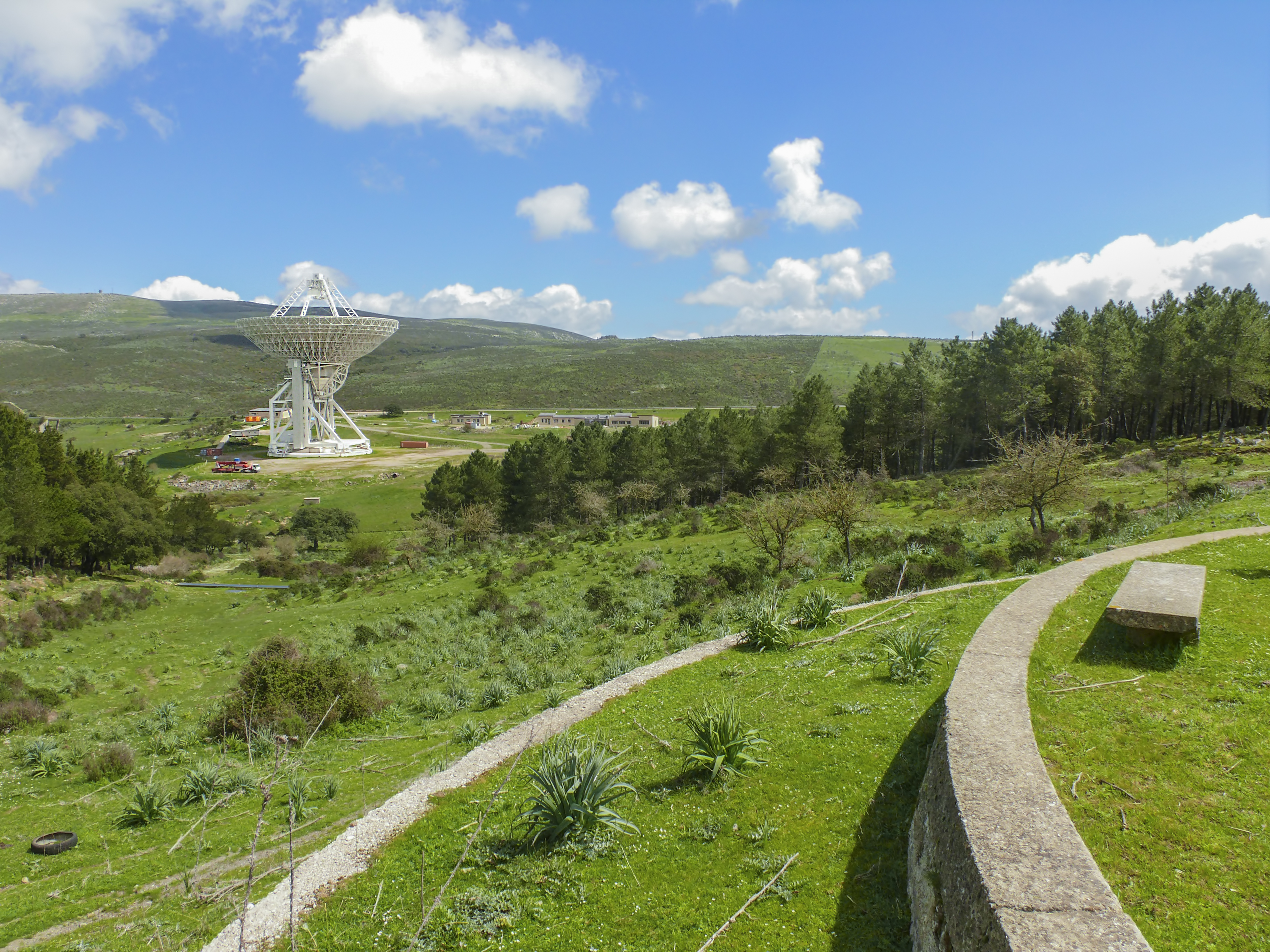
SRT Sardinia Radio Telescope

El Sardinia Radio Telescope se dedica por el 80% del tiempo a la investigación científica, mientras por el restante 20% desempeña funciones de control de las misiones automáticas de exploración espacial y de los satélites artificiales en órbita alrededor de la Tierra.
Por lo que respecta al primer tipo de actividades, un comité (compuesto por expertos de nivel internacional) evaluará las propuestas de investigación presentadas por la comunidad científica y asignará el tiempo de utilización del instrumento.
La superficie activa del espejo primario hace que el Sardinia Radio Telescope sea indicado para el estudio de los objetos astronómicos, mientras que el intervalo de frecuencias en que es capaz de operar hace posible la utilización para el estudio de las nubes moleculares, un tipo de investigación no muy común.
Otras actividades de investigación científica que se llevan a cabo con el SRT estudian sistemas estelares llegados al término de sus vidas como los púlsares (ideales para obtener comprobaciones experimentales de la relatividad general), el estudio de máseres y objetos con fuerte emisión de ondas radio (núcleos activos de galaxias, radiogalaxias, cuásares, agujeros negros), pero también analizan sistemas planetarios recién descubiertos, buscando planetas con atmósfera.
El Sardinia Radio Telescope puede dar una contribución significativa al sector de la geodinámica, una rama importante de las ciencias de la tierra; en este ámbito, la utilidad de los radiotelescopios consiste en medir los desplazamientos relativos de las placas tectónicas. Puede ser también utilizado en actividades de astronomía radar, como por ejemplo, la vigilancia de asteroides en posible curso de colisión con la Tierra.
En cuanto a las actividades de exploración espacial, el Sardinia Radio Telescope se utiliza para gobernar las sondas automáticas enviadas al espacio y para recibir los datos, enviados por estas hacia la Tierra. Por esto, el radiotelescopio despertó rápidamente el interés de la AEE y de la NASA, y fue introducido en la red internacional denominada Red del Espacio Profundo (DSN).
La instalación del Sardinia Radio Telescope permitió la creación en Italia de la primera malla de una red de interferometría de muy larga base (I-VLBI). Las técnicas de interferometría permiten a los estudiosos de radioastronomía disponer de herramientas virtuales de tamaño comparable a la distancia a la que se encuentran los radiotelescopios reales. Utilizando estos instrumentos para apuntar el mismo objeto simultáneamente, se obtiene una resolución típica de instrumentos que sería impensable construir, tanto mejor cuanto mayor es la distancia entre las distintas antenas. En el caso de la red VLBI italiana, con los tres radiotelescopios de Medicina, Noto y San Basilio se obtiene un radiotelescopio virtual de dimensiones equivalentes a las de Italia.
El Sardinia Radio Telescope constituye también el elemento más avanzado, desde el punto de vista tecnológico, de la red de interferometría europea EVN (Red Europea VLBI).
El centro de control de la red se encuentra en el Joint Institute for VLBI in Europe (JIVE), con sede en Dwingeloo, en los Países Bajos, donde fluyen en tiempo real los datos resultado de la actividad del Sardinia Radio Telescope, así como los demás radiotelescopios que componen la red.
A nivel europeo, además, el SRT forma parte del proyecto de colaboración científica EPTA (European Pulsar Timing Array), encaminado a detectar ondas gravitatorias a través de la medida de posibles alteraciones en el movimiento de rotación de los púlsares causadas por la propagación de ondas gravitatorias.
Los datos de las observaciones efectuadas en el sector de esta colaboración se envían al Observatorio Jodrell Bank para ser elaborados. El SRT también se incluyó en la lista de los instrumentos que forman parte del proyecto denominado “Radionet”, financiado hasta el año 2015 por la Comisión Europea, en el cual el INAF fue uno de los principales socios.
Las características del Sardinia Radio Telescope permiten utilizarlo también como componente de tierra de investigaciones de radioastronomía realizadas desde el espacio ("Space VLBI"), en las cuales la base de la red de interferometría adquiere dimensiones de cientos de miles de km. Un ejemplo de estos experimentos es el realizado con la misión de “RadioAstron”, a la cual Italia participaba ya hace tiempo con los radiotelescopios de Medicina y Noto.

## Resultados científicos importantes
Los primeros meses del 2016, apenas entró en servicio, el SRT fue utilizado para estudiar un agujero negro supermasivo contenido en el núcleo de una galaxia en movimiento hacia el cúmulo de galaxias 3C 129. La actividad de investigación conducida permitió concluir que las particularidades de este objeto previamente observadas dependen del hecho de que el movimiento sucede a una velocidad supersónica, del orden de algunos millones de km horarios.